# Kanon ORIGINAL SOUNDTRACK
『Kanon ORIGINAL SOUNDTRACK』は、Key Sounds Labelから発売されたサウンドトラック。

## 概要
パソコンゲーム『Kanon』のサウンドトラックで、ゲーム内で使用された主題歌・BGMが収録されている。テレビアニメにおいては、テレビアニメ第1作（東映アニメーション制作）の一部のBGMの原曲、および第2作（京都アニメーション制作）のBGMとして用いられた。

## 収録曲
太字はボーカル曲
1. 朝影
  - 作曲：折戸伸治
2. 夢の跡
  - 作曲：Key（麻枝准）
  - 「Last regrets」のオルゴールアレンジ
3. Last regrets（Full Chorus Version）
  - 作詞・作曲：麻枝准、編曲：高瀬一矢、歌：彩菜
  - オープニングテーマ。テレビアニメ第1作第13話挿入歌。PS2版のCMソング。テレビアニメ第2作でも1分半に編集したものがオープニングテーマとして使われ、放送にあわせて「風の辿り着く場所」とともにシングルカットされた。
  - 彩菜の他にも島みやえい子、Liaが別バージョンを歌っており、テレビアニメ第2作では、両方が挿入歌として使用された。
  - I'veのアルバム「regret」にも収録されている。
4. 約束
  - 作曲：折戸伸治
  - 「日溜まりの街」のオルゴールアレンジ
5. 2 steps toward
  - 作曲：折戸伸治
6. 木々の声と日々のざわめき
  - 作曲：折戸伸治
7. 彼女たちの見解
  - 作曲：折戸伸治
8. pure snows
  - 作曲：折戸伸治
9. 雪の少女
  - 作曲：折戸伸治
  - 水瀬名雪のテーマ曲。
10. 日溜まりの街
  - 作曲：折戸伸治
  - 月宮あゆのテーマ曲。
11. 笑顔の向こう側に
  - 作曲：折戸伸治
  - 美坂栞のテーマ曲。
12. the fox and the grapes
  - 作曲：OdiakeS
  - 沢渡真琴のテーマ曲。
13. 少女の檻
  - 作曲：OdiakeS
  - 川澄舞のテーマ曲。
14. 兆し
  - 作曲：折戸伸治
  - 舞シナリオのみで使用される。
15. 冬の花火
  - 作曲：Key（麻枝准）
16. 霧海
  - 作曲：OdiakeS
17. 凍土高原
  - 作曲：折戸伸治
18. 残光
  - 作曲：Key（麻枝准）
19. 風を待った日
  - 作曲：折戸伸治
  - 一部フレーズを「Last regrets」から利用している
20. 生まれたての風
  - 作曲：折戸伸治
  - 「風の辿り着く場所」のオルゴールアレンジ
21. 風の辿り着く場所（Full Chorus Version）
  - 作詞：麻枝准、作曲：折戸伸治、編曲：高瀬一矢、歌：彩菜
  - エンディングテーマ。テレビアニメ第1作第13話挿入歌。テレビアニメ第2作では1分半に編集したものがエンディングテーマとして使われた。
  - I'veのアルバム「regret」にも収録されている。
22. Little fragments
  - 作曲：折戸伸治
  - 「風を待った日」と同じく一部フレーズを「Last regrets」から利用している。ドラマCDのラジオCMのBGMとしても使用された。
23. Last regrets（Short Version）
24. 風の辿り着く場所（Short Version）
  - 「雪の少女」のアレンジ版（PC初版の初回限定版同梱オリジナルアレンジアルバム『anemoscope』に収録されていたもの）が、同じトラックに収録されている。